# Квалсуннский мост
Квалсуннский мост (норв. Kvalsundbrua) — автодорожный мост через Квалсуннский пролив в фюльке Тромс-ог-Финнмарк, Норвегия. Соединяет остров Квалёйа с материком. Мост является частью дороги №94, связывающей Хаммерфест и коммуну Квалсунн. До открытия Скарнсунского моста это был самый длинный висячий мост в Норвегии.

## История
Проект строительства моста взамен существовавшей с 1934 г. паромной переправы начал обсуждаться в 1962 году. В 1972 г. он получил государственное финансирование. Проект моста был разработан Мостовым отделом Дирекции общественных дорог (норв. Bruavdelingen Vegdirektoratet). За основу был взят проект уже построенного Шоменского моста. Строительные работы были начаты в январе 1973 года с устройства фундаментов под опоры и анкеры. Бетонные работы продолжались с сентября 1973 по февраль 1976 года. После этого начался монтаж несущих кабелей и пролётого строения, законченный в апреле 1977 года. 
Во время работ произошло несколько аварий, которые обошлись без жертв, но вызвали увеличение срока строительства. В октябре 1975 г. обрушилась часть эстакады с южного берега. Во время шторма в сентябре 1976 г. в море упал стальной кран весом 20 т. Один из рабочих выжил, упав с высоты около 40 м. 
Бетонные работы выполняли компании Ingeniør Per Gulbrandsen A/S и Brødr. Pedersen. Несущие кабели были изготовлены немецкой компанией Westfåhlische Union AG (Гельзенкирхен). Монтаж кабелей производила компания Alfr. Andersen Mek. Verk. & Støberi A/S в сотрудничестве с Høsvels A/S и Erik Ruud Mek. Verk. A/S.
Открытие моста состоялось 14 декабря 1977 года. Общая стоимость строительства составила около 70 млн крон. До 1991 г. проезд по мосту был платным.

## Конструкция
Мост висячий. Центральный пролёт висячий, боковые пролеты — рамные, из монолитного железобетона. Схема разбивки на пролёты: 7,3 + 12,0 + 11,5 + 53,5 + 525,0 + 54,0 + 16,0 + 2х19,0 + 14,0 + 10,0 м. Балка жесткости пролетного строения — металлическая ферма высотой 5,5 м, пилоны моста монолитные железобетонные, несущие тросы состоят из 36 проволок диаметром 72 мм. Высота пилонов над уровнем воды составляет 97,5 м (северный пилон) и 81,5 м (южный пилон), общая длина несущего троса — 29 065 м. Главный пролёт моста составляет 525 м, общая длина — 741 м, ширина — 10,2 м (из них ширина проезжей части — 7,7 м и два тротуара по 1,25 м). 
Мост предназначен для движения автотранспорта и пешеходов. Проезжая часть моста включает в себя 2 полосы для движения автотранспорта . Покрытие проезжей части и тротуаров — асфальтобетон. Тротуары отделены от проезжей части металлическим барьерным ограждением. Перильное ограждение металлическое.